# Tabarra
José Laurentino Lorenzo Álvarez, más conocido como Tabarra (Orense, 11 de abril de 1871 - Orense 25 de noviembre de 1923), fue un abogado y caricaturista español.

## Biografía
Licenciado en Derecho por la Universidad de Santiago de Compostela (1893), durante su época de estudiante comenzó a colaborar con publicación satírica Café con Gotas, y tras una breve estancia en Madrid, publicó en Solidaridad, La Lucha, La República, El Liberal y Barcelona Cómica. En 1903 ganó el segundo premio de caricaturas de El Liberal. De ideas socialistas, fue miembro de la Agrupación Socialista de Ourense, presentándose a las elecciones municipales de 1909 con la Conjunción Republicano-Socialista. Escribió en las publicaciones políticas Nuestras Ideas y El Régimen Socialista. Fue padre de Xaquín Lorenzo y Xurxo Lorenzo Fernández.